# Lubuklinggau
Lubuklinggau (vaak ook Lubuk Linggau) is een stad in de provincie Zuid-Sumatra, op het eiland Sumatra, Indonesië. De stad heeft 167.138 inwoners (juni 2004) en heeft een oppervlakte van 401,5 km².
Lubuklinggau grenst in het noorden, oosten en zuiden aan het regentschap Musi Rawas (provincie Zuid-Sumatra) en in het zuiden en westen aan het regentschap Rejang Lebong (provincie Bengkulu).
De stad is onderverdeeld in 8 onderdistricten (kecamatan):
- Lubuklinggau Barat I
- Lubuklinggau Barat II
- Lubuklinggau Selatan I
- Lubuklinggau Selatan II
- Lubuklinggau Timur I
- Lubuklinggau Timur II
- Lubuklinggau Utara I
- Lubuklinggau Utara II